# Decimeter
Decimeter (SI-symbol dm) er en måleenhed til måling af længde i metersystemet, der er det samme som en tiendedel meter, der er den grundlæggende SI-enhed for længde. Deci- er præfix til SI-enheden
I videnskabelig notation kan decimeter skrives som 1 x 10-1 m eller 1 E-1 m. C'et udtales som /s/ modsat i decameter.
En decimeter svarer til 10 centimeter og 100 millimeter.
1 dm3 (en kubikdecimeter) er det samme som én liter.